# Castello di Marmirolo
Il castello di Marmirolo era una roccaforte risalente al XII secolo situata a Marmirolo in provincia di Mantova.

## Collocazione e storia
Costruito nel XII secolo con cinta e fossato nella zona centrale del paese dove sono collocati attualmente la torre civica ed il municipio, il castello passò intorno al 1200 alla famiglia Corradi-Gonzaga, futuri signori di Mantova, che già detenevano ampi possedimenti terrieri nella zona. Divenne la loro residenza di famiglia. Nel 1209 Guido (Guidone) Corradi ospitò nel castello re Ottone IV, diretto a Roma da papa Innocenzo III per essere incoronato imperatore del Sacro Romano Impero. All'interno delle mura venne edificato il Palazzo Gonzaga come luogo di villeggiatura.

Con l'ascesa al potere su Mantova di Ludovico I Gonzaga nel 1328 il castello di Marmirolo restò per molto tempo disabitato. Solo nel 1440 i Gonzaga, col marchese Gianfrancesco, tornarono negli edifici fortificati. Furono ampliati dai discendenti della famiglia Federico I e da Francesco II che chiamarono valenti pittori come Lorenzo Leonbruno e Francesco Bonsignori per decorare le loro stanze. Anche Giulio Romano, tra il 1536 e il 1539 affrescò alcune sale del castello.

Agli inizi del XVII secolo i palazzi versavano in precarie condizioni. Nel 1630 i lanzichenecchi procurarono notevoli danni agli edifici e dopo il "sacco di Mantova" il duca Carlo II impegnò ingenti capitali per il restauro dei palazzi e dei giardini.

Dopo la caduta dei Gonzaga, nel 1750 gli austriaci fecero demolire il primo palazzo e successivamente il secondo.
Dall'antico castello è sopravvissuta solo la torre che, rimaneggiata, affianca il municipio nella piazza Roma.